# Chamobates subglobulus
Chamobates subglobulus är en kvalsterart som först beskrevs av Oudemans 1900.  Chamobates subglobulus ingår i släktet Chamobates och familjen Chamobatidae. Inga underarter finns listade i Catalogue of Life.